# برونو پال
 برونو پال (انگلیسی: Bruno Paul؛ ۱۹ ژانویهٔ ۱۸۷۴ – ۱۷ اوت ۱۹۶۸) یک معمار اهل آلمان بود.